# Prudok (rejon homelski)
Prudok (biał. Прудок; ros. Прудок, Prudok) – osiedle na Białorusi, w obwodzie homelskim, w rejonie homelskim, w sielsowiecie Pakalubiczy. Od południa graniczy z Homlem.

## Historia
Wieś Prudok w XIX i w początkach XX w. położona była w Rosji, w guberni mohylewskiej, w powiecie homelskim. Następnie w granicach Związku Sowieckiego. Od 1991 w niepodległej Białorusi.
Obecnie większość dawnej wsi wchodzi w skład Homla

## Transport
Osiedle położone jest przy drodze republikańskiej R30. Jego krajem przebiega wschodnia obwodnica kolejowa Homla.